# 5926 Schönfeld
5926 Schönfeld là một tiểu hành tinh vành đai chính với chu kỳ quỹ đạo là 1317.2198801 ngày (3.61 năm).
Nó được phát hiện ngày 4 tháng 8 năm 1929.